# ألكيلات البنزين
ألكيلات البنزين هي مشتقات لمركب البنزين الحلقي، والتي يستحصل عليها منه بواسطة تفاعل استبدال تحل فيه مجموعة ألكيل واحدة أو أكثر مكان ذرة هيدروجين واحدة أو أكثر على الحلقة البنزينية. تنتمي ألكيلات البنزين إلى الهيدروكربونات العطرية،
إن أبسط هذه ألكيلات البنزين هو التولوين (ميثيل البنزين)، والذي يتكون من مجموعة ميثيل متصلة بحلقة البنزين .
| المركب الأم: بنزين | ألكيلات البنزين                                                     |
| ≡ البنزين          | تولوين زيلين (أورثو-, ميتا-, بارا-زيلين) إيثيل البنزين كومين كايمين |